# Лаганув
Лаґанув (пол. Łaganów) — село в Польщі, у гміні Прошовиці Прошовицького повіту Малопольського воєводства.
Населення — 412 осіб (2011).
У 1975-1998 роках село належало до Краківського воєводства.

## Демографія
Демографічна структура станом на 31 березня 2011 року:
|          | Загалом | Допрацездатний вік | Працездатний вік | Постпрацездатний вік |
| -------- | ------- | ------------------ | ---------------- | -------------------- |
| Чоловіки | 196     | 39                 | 135              | 22                   |
| Жінки    | 216     | 51                 | 128              | 37                   |
| Разом    | 412     | 90                 | 263              | 59                   |